# 崔祐齊
崔祐齊（2004年1月31日—），常用名宙斯（Zeus）是英雄联盟的韩国职业选手，2020年11月加入T1主隊，此前為T1的練習生。在2024年11月19日结束其在T1的合约，並於同年11月20日宣布加入Hanwha Life Esports。

## 选手经历
2019年12月8日，崔祐齊與T1青訓隊（T1 Rookies）簽約，ID為Wooje。
2020年6月13日，職業ID修改為Zeus。
2020年11月26日，從青訓隊上調加入T1主隊為首發選手，同時正式簽約成為英雄聯盟職業選手，首份合約到期時間為2022年11月21日。
2021年進入T1一隊，開始了自己的職業生涯。 春季賽開始，他因年齡限制而無法參賽，但由於Canna狀態低迷，年齡限制一解除，他就開始了比賽。 春天的時候，他就展現了不凡的實力。 當Canna在夏季賽前恢復狀態後，Zeus繼續擔任替補。
當Canna在2022賽季前離開T1俱樂部時，他被選為T1的首發上單。 春季賽季，他作為首發上單常規聯賽的勝利做出了貢獻。 常規賽結束後，他入選了一陣陣容。 在决赛中，T1以3-1击败Gen.G，Zeus也拿到了职业生涯的第一个冠军奖杯。
2023年9月29日，在杭州第19屆亞運電競英雄聯盟決賽中，Zeus所在的韓國隊以2:0擊敗中華台北隊，獲得冠軍。
2023年11月19日，T1在S13英雄聯盟世界大賽決賽以3:0擊敗WBG，Zeus奪得首個世界冠軍，並獲選為FMVP。冠軍造型選擇為杰西。11月23日，T1官方人員公佈，T1隊伍已成功與上路選手Zeus續約。
2024年11月2日，T1在S14英雄联盟世界赛以3:2击败BLG，Zeus获得第二个世界冠军。11月19日T1官方发布公告称已结束与上路选手Zeus的合约。
2024年11月20日，HLE官宣Zeus加入。

## 所屬團隊
| # | 團隊                | 隸屬期間                | 所屬聯賽 |
| - | ------------------- | ----------------------- | -------- |
| 1 | T1 Rookies          | 2019/12/8 ~ 2020/11/26  | LCK AS   |
| 2 | T1                  | 2020/11/26 ~ 2024/11/19 | LCK      |
| 3 | Hanwha Life Esports | 2024/11/20 ~            | LCK      |

## 獲獎及榮譽

### 團隊

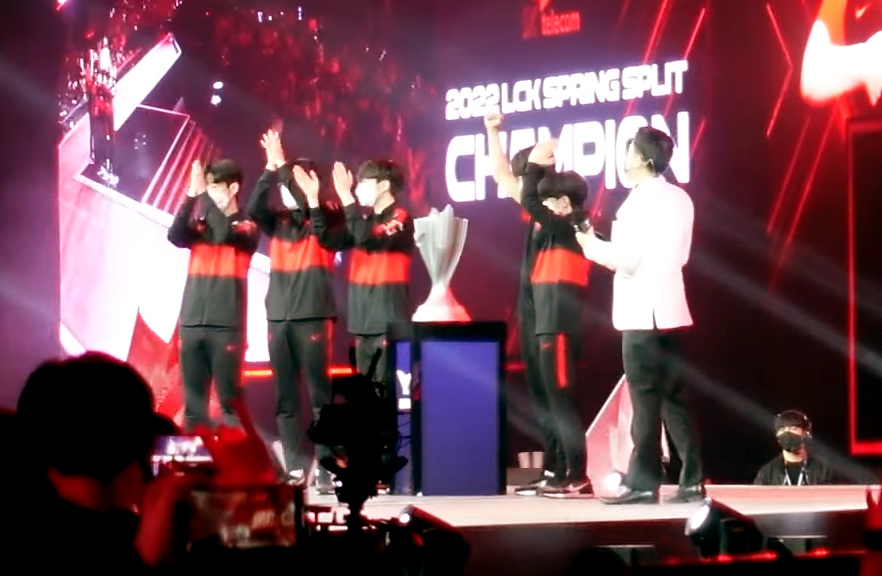
奪得LCK聯賽冠軍的Zeus選手。

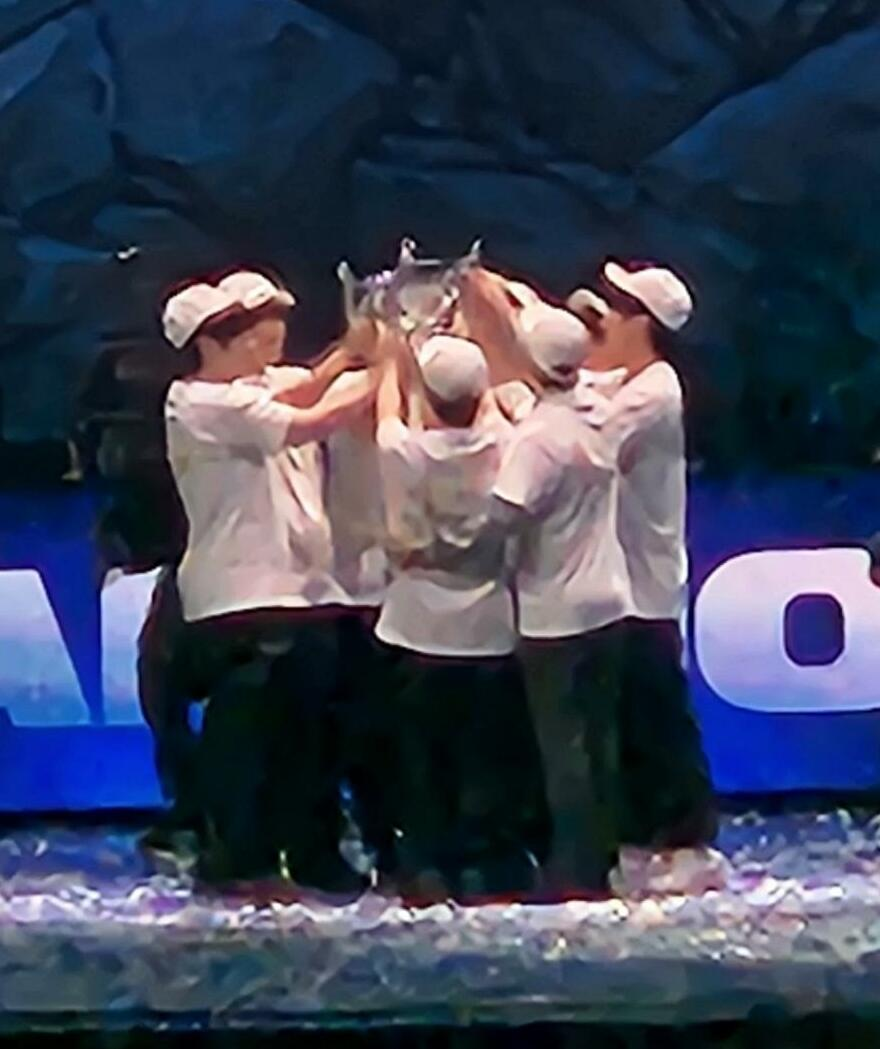
T1奪得2023年英雄聯盟世界大賽冠軍。

| 年份 | 團隊                         | 賽事                                 | 名次 |
| ---- | ---------------------------- | ------------------------------------ | ---- |
| 2020 | T1 Rookies                   | 2020年羅技G新秀邀請賽                | 亞軍 |
| 2020 | 不適用                       | 《LoL THE NEXT》                     | 亞軍 |
| 2020 | T1 Rookies                   | LCK學院系列賽2020年10月錦標賽        | 冠軍 |
| 2021 | T1                           | 2021年LCK夏季賽                      | 亞軍 |
| 2021 | T1                           | 2021年世界大賽                       | 四強 |
| 2022 | T1                           | 2022年LCK春季賽                      | 冠軍 |
| 2022 | T1                           | 2022年MSI                            | 亞軍 |
| 2022 | T1                           | 2022年LCK夏季賽                      | 亞軍 |
| 2022 | T1                           | 2022年世界大賽                       | 亞軍 |
| 2023 | T1                           | 2023年LCK春季賽                      | 亞軍 |
| 2023 | T1                           | 2023年MSI                            | 季軍 |
| 2023 | T1                           | 2023年LCK夏季賽                      | 亞軍 |
| 2023 | 韓國國家代表隊               | 第19屆亞洲運動會電子競技英雄聯盟項目 | 金牌 |
| 2023 | T1                           | 2023年世界大賽                       | 冠軍 |
| 2024 | 2024年LCK春季賽              | 亞軍                                 |      |
| 2024 | 2024年MSI                    | 季軍                                 |      |
| 2024 | 2024年電競世界盃英雄聯盟項目 | 冠軍                                 |      |
| 2024 | 2024年LCK夏季賽              | 季軍                                 |      |
| 2024 | 2024年世界大賽               | 冠軍                                 |      |
| 2025 | Hanwha Life Esports          | 2025年LCK CUP                        | 冠軍 |

### 個人
2022年
- 2022年LCK春季賽 第一陣容上路選手
- 2022年LCK夏季賽 第一陣容上路選手
- 2022年LCK Awards 年度上路選手
- 2022年電競名人堂明星
- 電競名人堂英雄

2023年
- 2023年LCK春季賽 第一陣容上路選手
- 2023年世界大賽 FMVP
- 2023年LCK Awards 年度上路選手
- 2023年電競名人堂明星

2024年
- 2024年LCK春季賽 第二陣容上路選手
- 2024年LCK Awards 年度上路選手

2025年
- 2025年LCK CUP FMVP

## 影視作品

### 綜藝節目
| 年份   | 日期    | 電視台／平台 | 節目名稱   | 集數 |
| ------ | ------- | ------------ | ---------- | ---- |
| 2024年 | 1月27日 | JTBC         | 認識的哥哥 | 418  |

### 電影
| 上映日期     | 電影名稱         |
| ------------ | ---------------- |
| 2024年9月4日 | T1 Rose Together |

## 外部連結
- Zeus的Instagram帳戶
- Zeus的新浪微博
- Zeus的YouTube頻道
- Zeus的CHZZK頻道
- Zeus的SOOP頻道